# Mięguszowiecki Szczyt Pośredni

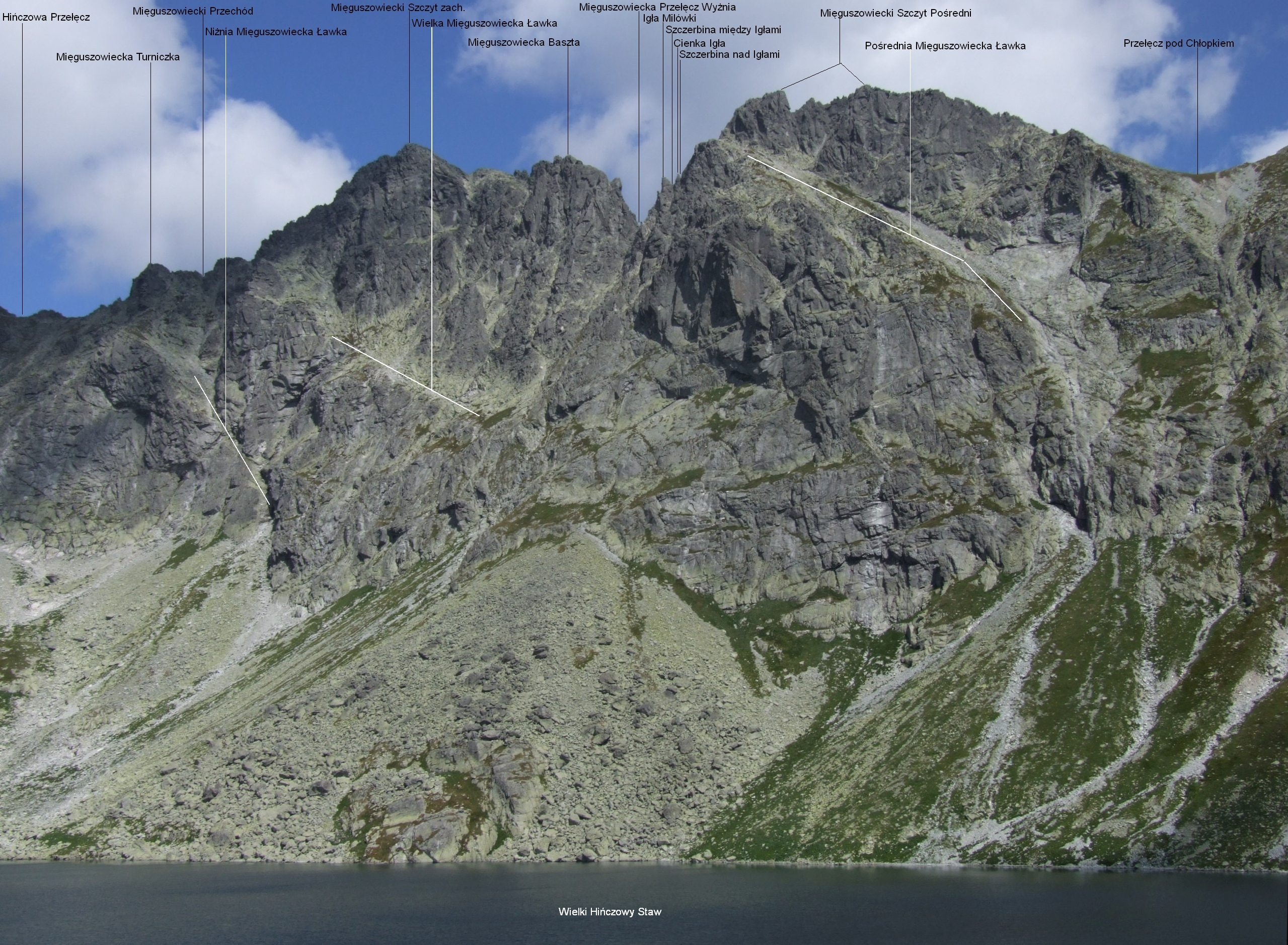
Widok z Doliny Hińczowej

Mięguszowiecki Szczyt Pośredni (niem. Mittlere Mengsdorfer Spitze, słow. Prostredný Mengusovský štít, węg. Középső-Menguszfalvi-csúcs, 2389 m) – szczyt na granicy polsko-słowackiej, znajdujący się w grani głównej Tatr na południowy wschód od Mięguszowieckiego Szczytu Wielkiego (rozdziela je Mięguszowiecka Przełęcz Wyżnia) i na północny zachód od Mięguszowieckiego Szczytu Czarnego (rozdziela je Mięguszowiecka Przełęcz pod Chłopkiem).
Szczyt ma trzy wierzchołki, o wysokościach 2389, 2383 i 2388 m. Najwyższy (północno-zachodni) znajduje się najbliżej Mięguszowieckiej Przełęczy Wyżniej, najniższy jest środkowy. W grani do Mięguszowieckiej Przełęczy Wyżniej wyróżniają się dwie turniczki: Igła Milówki i Cienka Igła rozdzielone Szczerbiną między Igłami. Oprócz nich w grani Mięguszowieckiego Szczytu Pośredniego jest jeszcze wiele innych wierzchołków.
Mięguszowiecki Szczyt Pośredni jest najniższy w grupie Mięguszowieckich Szczytów. Wyróżnia się na nim dwie ściany:
Ściana północno-wschodnia
Opada do kotła polodowcowego o nazwie Bańdzioch (Mięguszowiecki Kocioł). Ma wysokość około 370 m, jest częściowo lita, częściowo trawiasta i krucha. Z lewej strony ogranicza ją żleb (w dolnej części przechodzący w komin) opadający z Przełęczy pod Chłopkiem, z prawej strony żleb Mięguszowieckiej Przełęczy Wyżniej. Przecięta jest trzema poziomymi formacjami skalnymi. W kolejności od dołu są to: Dolny Zachód Świerza, Zachód Ratowników, Górny Zachód Świerza. Wyróżnia się w niej również kilka formacji pionowych:
- Prawy filar opadający z Igły Milówki. Jego dolna ostroga uchodzi tuz przy wylocie żlebu Mięguszowieckiej Przełęczy Wyżniej;
- Prawa depresja zwana Rynną Komarnickich;
- Pas ścian między Górnym Zachodem Świerza a Zachodem Ratowników. Znajdują się w nim dwie wypukłe formacje skalne: Depresja Mączki i Prawa Ściekwa;
- Środkowy filar, czyli Filar Orłowskiego;
- Lewa depresja składająca się z trzech części: Lewa Ściekwa, Wieża Świerza i depresji nad Górnym Zachodem Świerza;
- Lewy filar, czyli Filar Świerza[3].

Ściana południowo-zachodnia
Ma wysokość około 300 m i opada nad Wielki Hińczowy Staw w Dolinie Hińczowej. Ciągnie się od depresji Przełęczy pod Chłopkiem po żleb opadający z Mięguszowieckiej Przełęczy Wyżniej. Jej górną część skośnie przecina wielki zachód – Pośrednia Mięguszowiecka Ławka w dolnej części przechodząca w żleb opadający na piargi.
Szczególnie okazała jest ściana polska, opadająca do Bańdziocha, ściana słowacka jest mniejsza. Władysław Cywiński kwituje ją jednym zdaniem: nie ta klasa. Obydwie nie są jednak wśród taterników popularne. Częściej niż tymi ścianami chodzą oni granią Mięguszowieckich Szczytów. Zazwyczaj za jednym przejściem pokonują dwa Mięguszowieckie Szczyty; Pośredni i Wielki.
Na skałach tego szczytu rosną dwa bardzo rzadkie gatunki roślin, w Polsce występujące tylko na nielicznych stanowiskach w Tatrach: skalnica odgiętolistna i rogownica jednokwiatowa.

## Historia
Pierwsze wejście:
- latem – Włodzimierz Boldireff i Stanisław Porębski, 15 sierpnia 1903 r.;
- zimą – Walter Delmár i Gyula Komarnicki, 23 marca 1916 r.[5]

Dawniej był zwany Środkowym Mięguszowieckim Szczytem.

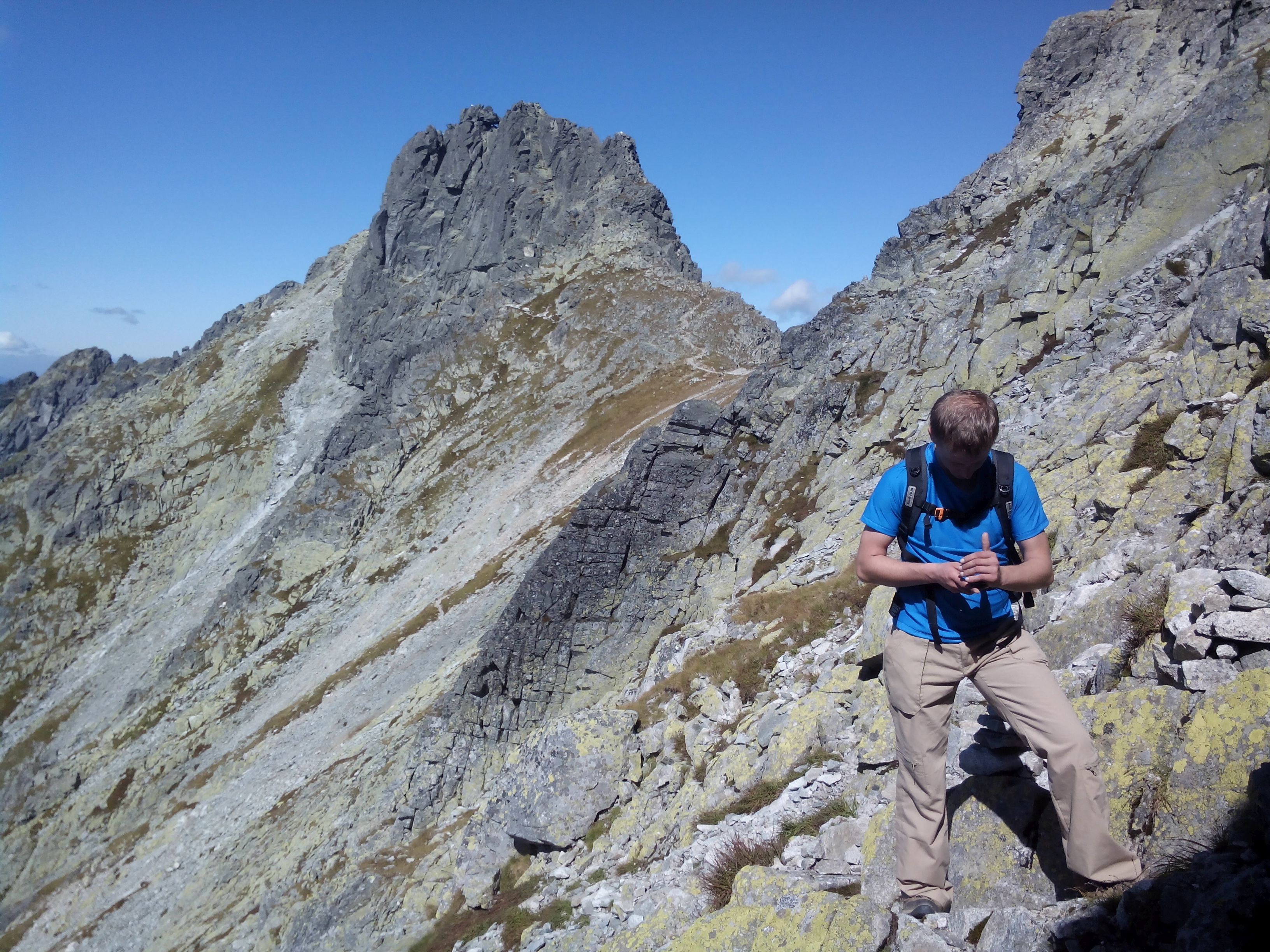
Mięguszowiecki Szczyt Pośredni i Przełęcz pod Chłopkiem
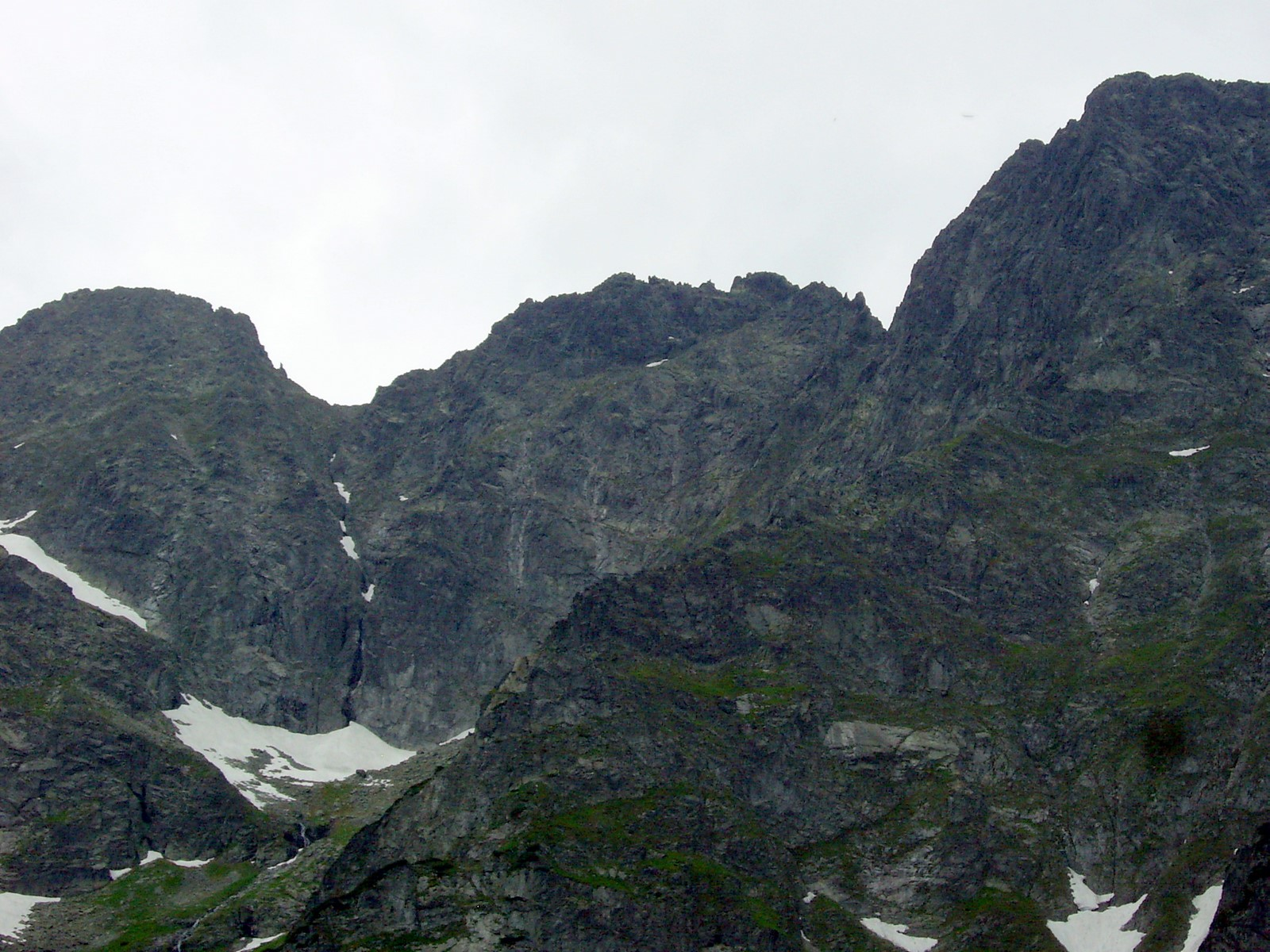
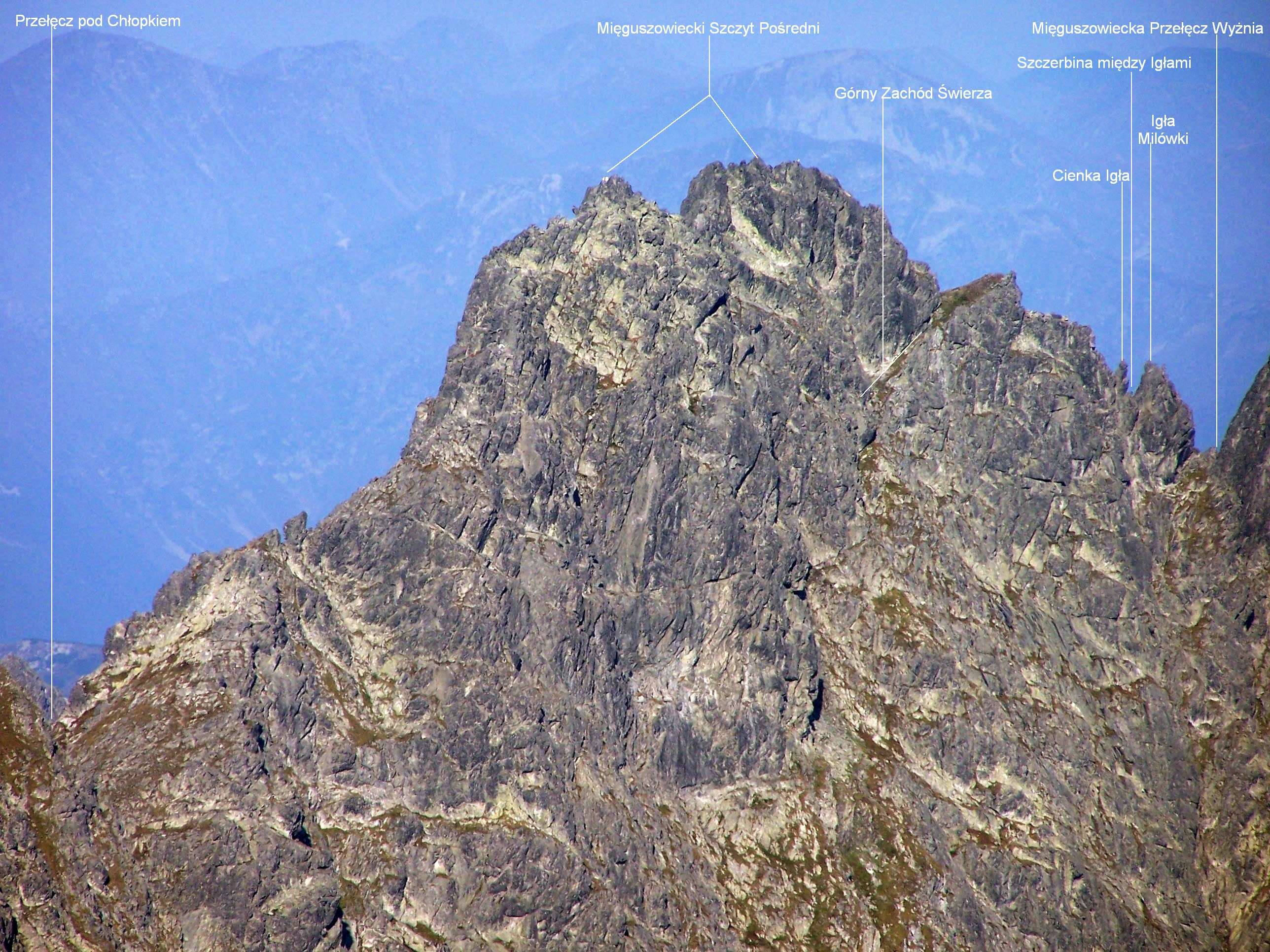
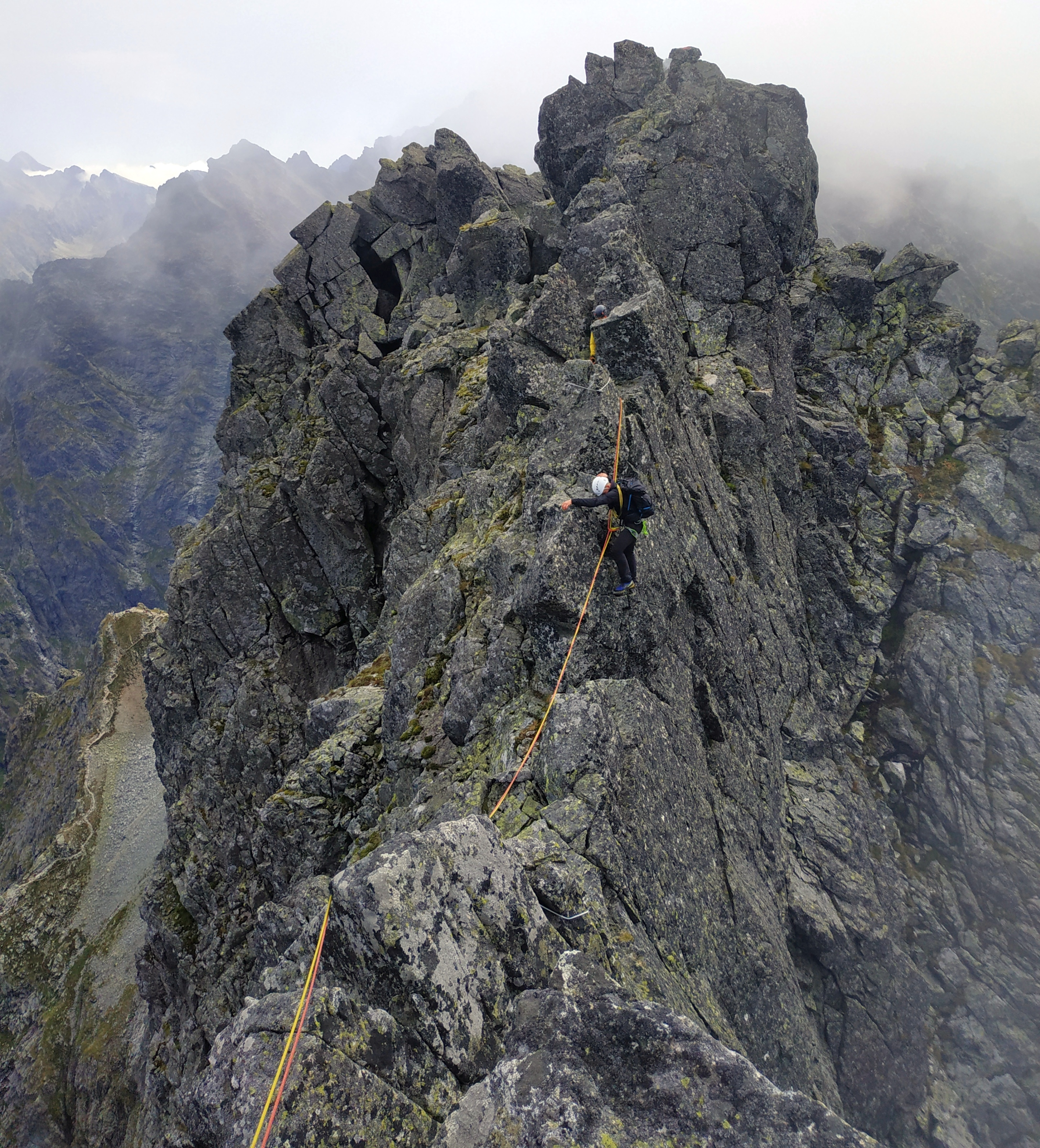
Przejście granią

## Drogi wspinaczkowe
Z Mięguszowieckiej Przełęczy Wyżniej
1. Północno-zachodnią granią; III w skali tatrzańskiej, czas wejścia na szczyt 1 godz.

Z Przełęczy pod Chłopkiem
1. Południowo-wschodnią granią; I, 45 min
2. Obchodząc grań Drogą Po Głazach; I, 30 min

Ściana północno-wschodnia
1. Prawym żebrem; III, 3 godz.
2. Droga Ciesielskiego (prawą depresją); II, w górnej części III lub V, 3 godz. 30 min
3. Droga Komarnickich; II, dołem strome trawki, góra lita skała, 2 godz.
4. Droga Machnik-Kazio; IV-V, 2miejsca V+, 3 godz. 30 min
5. Droga Machnik-Kiedrowski; IV-V, 3 miejsca V+, 7 godz.
6. Depresją Mączki; V-, 4 godz.
7. Droga Heinricha (środkiem ściany na środkowy wierzchołek); IV+, 3 godz. 30 min
8. Droga Machnika i Zakrzewskiego (środkiem ściany); IV-V, miejsce V+, 4 godz.
9. Prawa Ściekwa; V+, 5 godz.
10. Droga Świerza; III, 2 godz. 30 min
11. Droga Orłowskiego; V, 4 godz.
12. Lewa Ściekwa; V+, A0, 5 godz.
13. Dolnym kominem lewej depresji; V+, A0, 12 godz.
14. Lewą częścią środkowego piętra lewej depresji; III, miejsce IV, 3 godz.
15. Droga Nyki i Szurka; VI, A1, 4 godz. 30 min
16. Grzybobranie; VI, A0, 4 godz.
17. Aligator (środkiem ściany Wieży Świerza); VI-, 4 godz.
18. Trawers ratowników; I, miejsce II

Ściana południowo-zachodnia
1. Południowym żlebem (Pośrednią Mięguszowiecką Ławką); I
2. Przez wielkie zacięcie; IV, 3 godz.
3. Droga Lechotsky’ego; V, 3 godz.
4. Lewą częścią południowo-zachodniej ściany; IV, miejsce V, 2 godz. 30 min
5. Lewą częścią południowo-zachodniej ściany; III, lita skała, 2 godz.
6. Lewym żlebem południowo-zachodniej ściany; II, 45 min[3].